# Zosterops oleagineus
Zosterops oleagineus là một loài chim trong họ Zosteropidae.